# Adopte un veuf
Adopte un veuf is een Franse komediefilm uit 2016 van François Desagnat. De film ging in première op 16 januari op het festival international du film de comédie de l'Alpe d'Huez.

## Verhaal
Hubert Jacquin is net weduwnaar geworden en heeft de grootste moeite te wennen aan zijn nieuwe leven in het grote appartement. Na een misverstand komt de jonge avonturierster Manuela, die op zoek is naar onderdak, bij Hubert terecht. Zijn leven krijgt hierdoor een nieuwe wending maar al snel raakt hij gewend aan het jonge geweld in zijn huis. Hij besluit om ook nog twee anderen onderdak te bieden, Paul-Gérard die net zijn vrouw heeft verlaten en de jonge verpleegster Marion.

## Rolverdeling
| Acteur           | Personage      |
| ---------------- | -------------- |
| Bérangère Krief  | Manuela        |
| André Dussollier | Hubert Jacquin |
| Arnaud Ducret    | Paul-Gérard    |
| Julia Piaton     | Marion         |